# Wangqiao Xiang
Wangqiao Xiang (kinesiska: 王桥乡, 王桥) är en socken i Kina. Den ligger i provinsen Hebei, i den norra delen av landet, omkring 390 kilometer söder om huvudstaden Peking. Antalet invånare är 35 513. Befolkningen består av 17 752 kvinnor och 17 761 män. Barn under 15 år utgör 21,0 %, vuxna 15-64 år 71 %, och äldre över 65 år 6,0 %.
Genomsnittlig årsnederbörd är 630 millimeter. Den regnigaste månaden är juli, med i genomsnitt 207 mm nederbörd, och den torraste är januari, med 3 mm nederbörd.